# St. Cäcilia (Bösel)

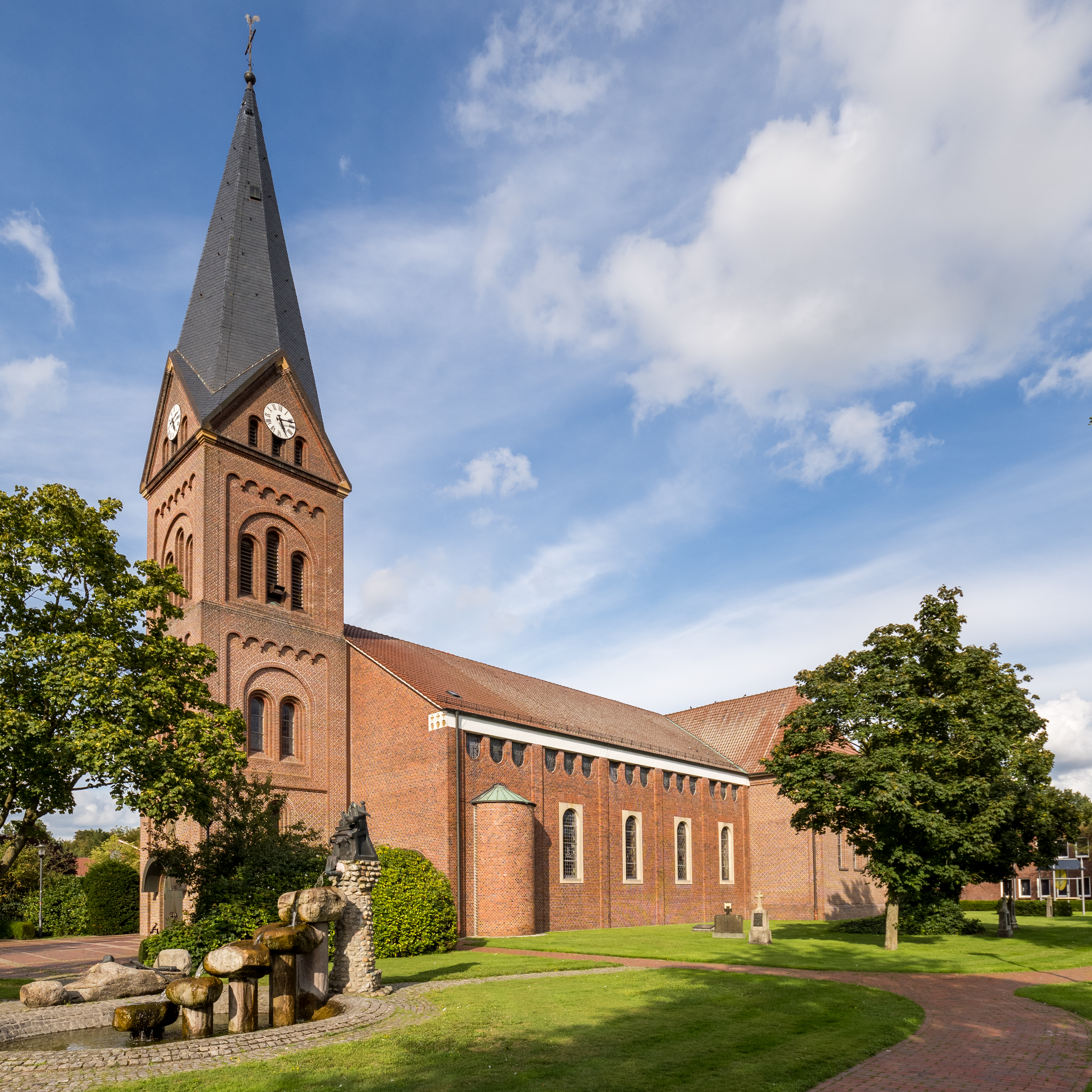
St. Cäcilia-Kirche in Bösel

St. Cäcilia in Bösel ist die Pfarrkirche der katholischen Kirchengemeinde St. Cäcilia in Bösel, die dem Dekanat Friesoythe des Bistums Münster angehört.

## Geschichte
In Bösel bestand bis 1873 eine Kapellengemeinde innerhalb der Pfarrei Altenoythe mit der Pfarrkirche St. Vitus. Der Zeitpunkt ihrer Gründung ist unbekannt. Der älteste Hinweis auf eine Kapelle mit dem Patrozinium des Martin von Tours stammt aus dem Jahr 1574, diese bestand jedoch wahrscheinlich schon vor der Reformation. 1724 wurde eine neue Kapelle erwähnt, die von 1798 bis 1799 umgebaut und erweitert wurde.
Nachdem 1831 die Baufälligkeit der Kapelle festgestellt worden war, wurden notdürftige Reparaturen vorgenommen und ein Neubau geplant. Abriss und Baubeginn folgten im Jahr 1836.
Am 14. Juli 1839 wurde die neue Kapelle durch den Offizial Franz Joseph Herold eingesegnet.
Sie erhielt das Patrozinium der Cäcilia von Rom zu Ehren der Großherzogin von Oldenburg, Cäcilie von Schweden, die den Grundstein gelegt hatte.
Durch Abpfarrung wurde Bösel 1873 zu einer selbständigen Pfarrei und die bisherige Kapelle zur Pfarrkirche erhoben. 1887 wurde, als Ersatz für den 1885 durch einen Brand zerstörten Dachreiter, ein Kirchturm errichtet. Von 1922 bis 1923 wurde die Kirche durch Wilhelm Sunder-Plassmann erweitert. 1960 wurde das von 1839 verbliebene Langhaus durch einen breiteren Neubau ersetzt.

## Beschreibung
Die Saalkirche aus rotem Backstein hat seit der Erweiterung um ein Querschiff 1922/1923 einen kreuzförmigen Grundriss. Bei dieser Erweiterung im neubarocken Stil wurden darüber hinaus Chor, Seitenkapelle, Pietà und Sakristei angebaut. Der Westturm von 1887 ist neuromanisch.

## Ausstattung

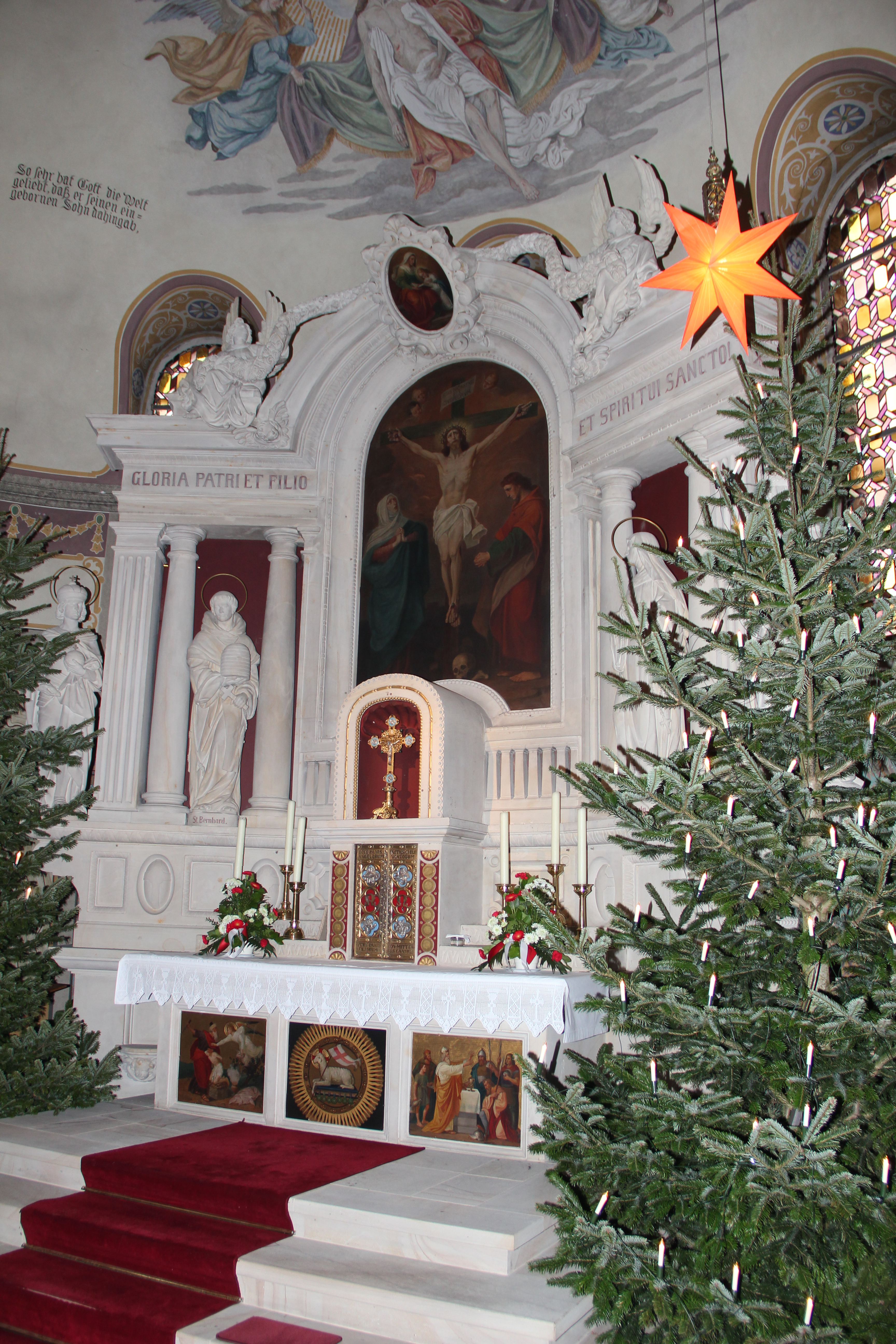
Hochaltar

Der Großteil der Ausstattung ist neubarock und stammt aus der Zeit des Erweiterungsbaus. Dazu gehören der steinerne Hochaltar von Fritz Ewertz, der wohl auch einen Seitenaltar, die Kommunionbank und den Taufstein gefertigt hat, sowie der Kreuzweg des Malers Wilhelm Lautenbach aus Münster und die Wandmalerei von Gerhard Lamers.
Das frühere Altarbild, auf dem Jesus Christus als Erlöser mit dem Kreuz dargestellt ist, wurde der Gemeinde 1839 von Großherzog August I. geschenkt. Erst 2015 wurde aufgedeckt, dass es aus der Werkstatt des Peter Paul Rubens stammt. Nach einer Restaurierung wurde es in einer Klimavitrine in der Kirche ausgestellt.